# Bahnstrecke Könnern–Baalberge
| Streckennummer (DB): | 6851                    |                         |                         |
| Kursbuchstrecke (DB): | 158h (1934) 184a (1944) |                         |                         |
| Streckenlänge: | 11,3 km                 |                         |                         |
| Spurweite: | 1435 mm (Normalspur)    |                         |                         |
| |                         |                         |                         |
| \| \| \| von Halle \| \| \| \| 0,0 \| Könnern \| Könnern \| \| \| \| nach Rothenburg (Saale) \| \| \| \| \| nach Halberstadt \| \| \| \| 3,9 \| Trebitz (b Könnern) \| Trebitz (b Könnern) \| \| \| \| von Alsleben (Saale) \| \| \| \| 6,2 \| Bebitz (Hp+Awanst) \| Bebitz (Hp+Awanst) \| \| \| \| von Köthen \| \| \| \| 11,3 \| Baalberge \| Baalberge \| \| \| \| nach Aschersleben \| \| |                         |                         |                         |
| Strecke |                         | von Halle               | von Halle               |
| Bahnhof | 0,0                     | Könnern                 | Könnern                 |
| Abzweig geradeaus und nach links |                         | nach Rothenburg (Saale) | nach Rothenburg (Saale) |
| Abzweig geradeaus und nach links |                         | nach Halberstadt        | nach Halberstadt        |
| ehemaliger Haltepunkt / Haltestelle | 3,9                     | Trebitz (b Könnern)     | Trebitz (b Könnern)     |
| Abzweig geradeaus und ehemals von links |                         | von Alsleben (Saale)    | von Alsleben (Saale)    |
| ehemaliger Haltepunkt / Haltestelle | 6,2                     | Bebitz (Hp+Awanst)      | Bebitz (Hp+Awanst)      |
| Abzweig geradeaus und von rechts |                         | von Köthen              | von Köthen              |
| Bahnhof | 11,3                    | Baalberge               | Baalberge               |
| Strecke |                         | nach Aschersleben       | nach Aschersleben       |

Die Bahnstrecke Könnern–Baalberge ist eine eingleisige, nicht elektrifizierte Nebenbahn in Sachsen-Anhalt.

## Geschichte
Anfang der 1880er Jahre begann die Preußische Staatsbahn mit Vorarbeiten für eine Bahnstrecke Könnern–Baalberge(–Bernburg). Da die Strecke die Preußisch-Anhaltische Landesgrenze überqueren musste, wurde im März 1883 ein entsprechender Staatsvertrag zwischen beiden Ländern geschlossen.

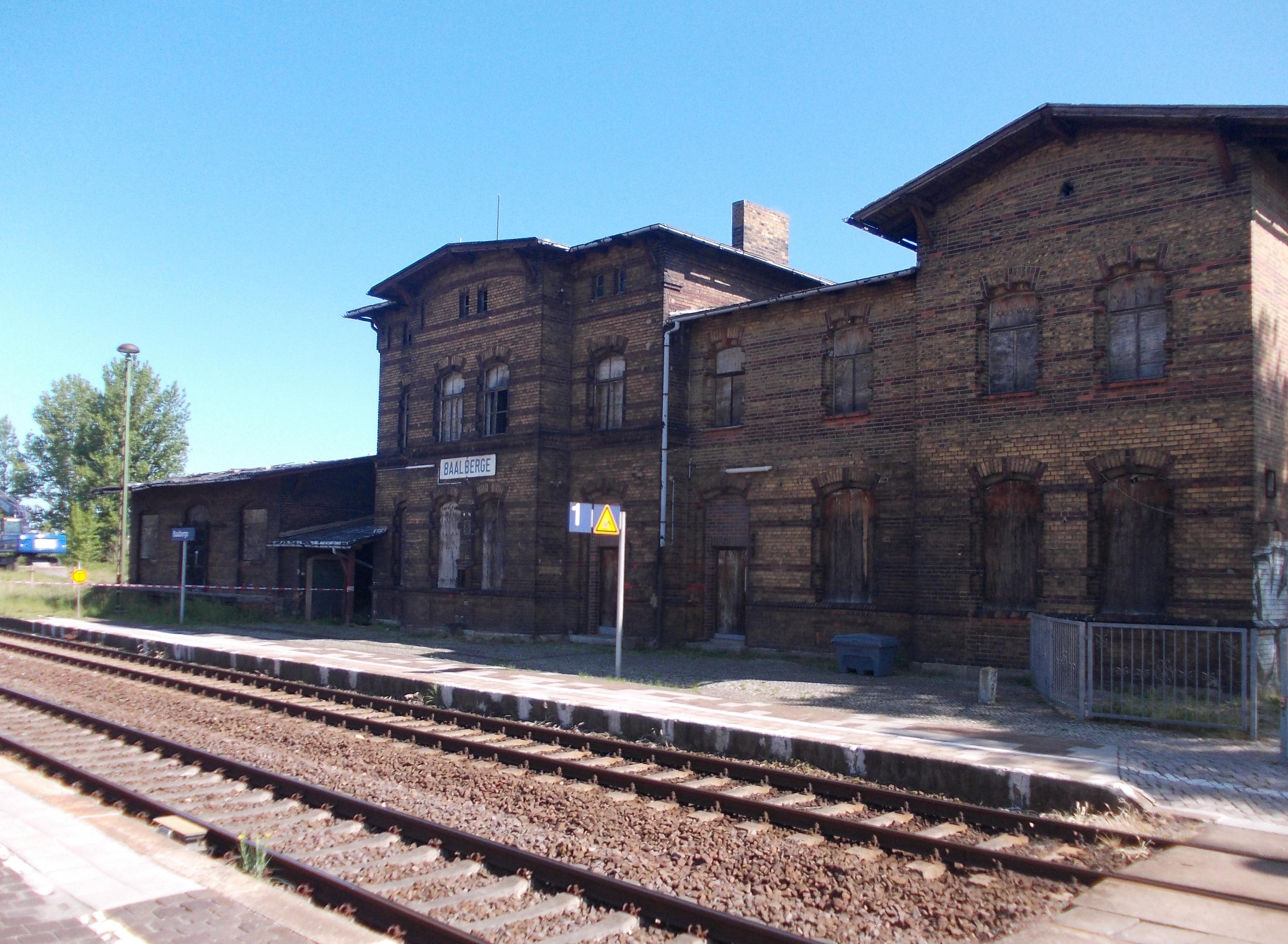
Empfangsgebäude in Baalberge (2015)

Ein erster Plan wurde von der Preußischen Staatsbahn im Herbst 1883 vorgelegt, eröffnet wurde die Strecke aber erst am 1. November 1889 von der Preußischen Staatsbahn. Maßgeblichen Anteil an der Streckenführung hatte die Braunkohlegrube „Wilhelm“ bei Lebendorf, denn sie unterstützte den Bahnstreckenbau mit 27.000 Mark. So führte die 11,3 km lange Strecke über Bebitz, wo Anschluss an die „Lebendorfer Kohlenbahn“ bestand. Die Stadt Alsleben (Saale), welche auf einen Bahnanschluss gehofft hatte, wurde erst 1905/08 mit der Bahnstrecke Bebitz–Alsleben angeschlossen, welche teilweise die Trasse der Lebendorfer Kohlenbahn nutzte.
Von Dezember 2005 bis Dezember 2018 wurde der Personenverkehr von der Transdev Sachsen-Anhalt betrieben. Zuletzt wurden die Regionalbahnen zweistündlich, in der Hauptverkehrszeit stündlich, nach Halle und Bernburg durchgebunden.
Zum Fahrplanwechsel im Dezember 2018 übernahm die Abellio Rail Mitteldeutschland den Personenverkehr im Dieselnetz Sachsen-Anhalt, die die Regionalbahnen ab Bernburg bis nach Magdeburg durchbindet. Die Nahverkehrsservice Sachsen-Anhalt bestellte außerdem die Stationen Trebitz und Bebitz ab, weil diese zuletzt nur noch von jeweils rund 10 Fahrgästen pro Tag genutzt wurden. Die Fahrtzeit verkürzt sich dadurch um vier Minuten. Trebitz war nur ein Bedarfshalt.
Im Güterverkehr werden noch das Flanschenwerk Bebitz und die Zuckerfabrik in Könnern bedient.
Die Empfangsgebäude in Baalberge und Bebitz wurden im Dezember 2018 versteigert.